# Dumitru Cornilescu

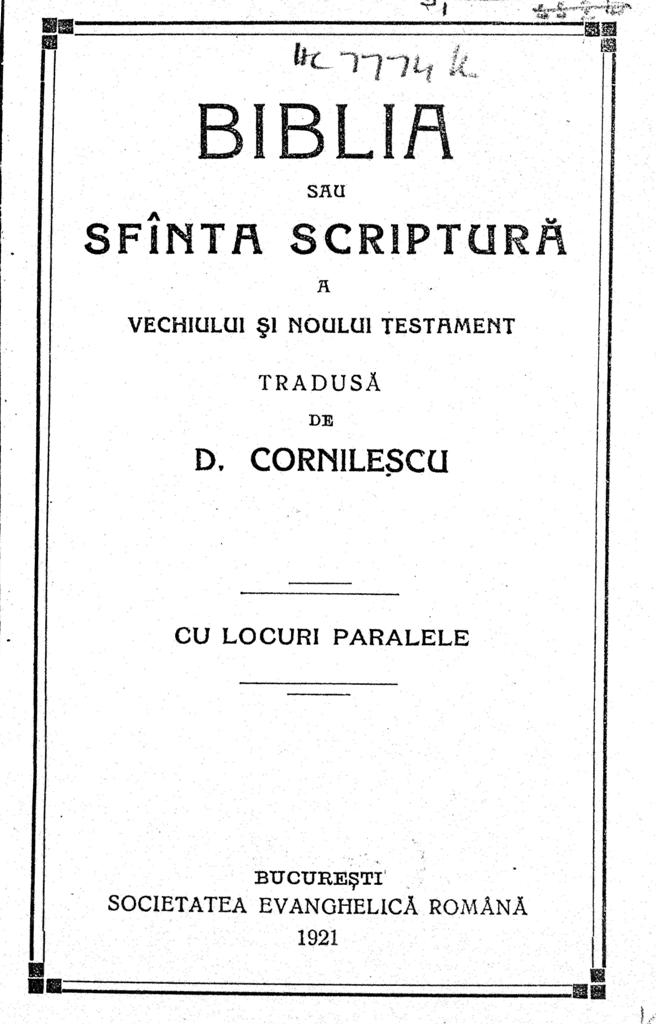
Portada de la Bíblia de Cornilescu de 1921

Dumitru Cornilescu (4 d'abril de 1891 – 1975) va ser un ardiaca romanès que va produir una traducció popular de la Bíblia al romanès, publicada el 1921. Encara que se l'anomena "el pare Cornilescu", mai va ser ordenat com a sacerdot ortodox romanès. Després de la seva conversió, va servir com a ministre protestant. La traducció de Cornilescu és la versió més popular de la Bíblia entre els protestants romanesos.

## Primers anys de vida
Cornilescu va néixer a Slașoma, comtat de Mehedinți, fill d'un professor. Els seus dos avis eren sacerdots ortodoxos. Va estudiar al Seminari Central des de 1904, i ràpidament es va destacar per la seva diligència erudita. Va sentir que les versions romaneses existents de la Bíblia, en concret la Bíblia de Bucarest de 1688, estaven escrites en una forma arcaica de la llengua i que una versió moderna era molt necessària.
El 1913 es va convertir en tutor de llengua romanesa del Reverend John Howard Adeney, que era el sacerdot anglicà a Bucarest, i també agent de la British and Foreign Bible Society (BFBS), i d'aquesta manera Cornilescu va iniciar una relació amb la Bible Society. El 1914 Cornilescu es va convertir en monjo perquè es pogués concentrar en la traducció. El seu treball va tenir el suport econòmic de la princesa Ralu Callimachi, una noble moldava, que també era partidari de la Societat Bíblica. La seva versió dels Salms va aparèixer públicament el 1920, seguida del Nou Testament el 1921 i, més tard, el mateix any, la Bíblia completa. La impressió es va pagar a través d'amics de la Societat Bíblica a Suïssa i Anglaterra.

## Bíblies

### 1924 Bíblia Cornilescu
Del 1923 al 1924 Cornilescu va viure a Londres, on va treballar en la revisió de la Bíblia amb la Societat Bíblica. L'edició revisada es va publicar el 1924. Cornilescu va donar el seu text a la Societat Bíblica, i el text va ser adoptat com a text oficial de la Bíblia BFBS per a Romania, i aquesta és bàsicament la principal Bíblia Cornilescu que s'utilitza avui a Romania.

### Polèmiques
Inicialment, la Bíblia es va difondre àmpliament, però el 1924 els sacerdots i teòlegs ortodoxos havien plantejat diverses objeccions. Per exemple, la paraula grega presbyteroi es va traduir literalment com a prezbiteri (ancians) i no preoți (sacerdots), una decisió que es va veure com una amenaça per a la creença ortodoxa en la successió apostòlica. La traducció de Cornilescu no va ser aprovada pel Sant Sínode de l'Església Ortodoxa Romanesa. A principis de la dècada de 1930, el seu gran èxit va portar les autoritats religioses ortodoxes a intentar aturar la seva difusió a les zones rurals. Amb aquesta finalitat, van apel·lar a Gheorghe Mironescu, el ministre de l'Interior, que el 1933 va prohibir la distribució de la Bíblia als pobles romanesos. No obstant això, la traducció va comptar amb el suport de moltes persones, inclòs el rei Carol II.
La polèmica va provocar la creació d'una versió ortodoxa aprovada, traduïda per Vasile Radu i Grigorie Pișculescu, publicada el 1938 (revisada el 1968 i el 1975).
El 1924 es va produir una altra controvèrsia quan Scripture Gift Mission (SGM) va reproduir el text sense permís de Cornilescu ni de la Bible Society, i Cornilescu va deixar clar que volia que el seu text només fos publicat per la Bible Society.
A causa de l'oposició, Cornilescu va abandonar l'Església ortodoxa. Juntament amb Tudor Popescu (un antic sacerdot de l'Església Cuibul cu barză de Bucarest), va fundar l'Església Evangèlica de Romania, que es va reunir inicialment a la sala de l'Església anglicana. La seva traducció es va convertir en la versió protestant estàndard a Romania i va tenir nombroses reimpressions i edicions.

### 1931 Bíblia Cornilescu
A partir de 1927, Cornilescu va treballar en la revisió de l'antiga traducció romanesa de BFBS de 1911, per actualitzar la traducció més literal existent. El setembre de 1927, amb la seva dona suïssa i el seu fill, va tornar a Anglaterra, on va viure a Brighton i va treballar amb la Societat Bíblica en una revisió de la Bíblia. L'agost de 1929 la família va tornar a Suïssa. Aquesta bíblia es va imprimir l'any 1931 com a Bíblia familiar i de vegades es coneix com a Traducere Literală Cornilescu (traducció literal de Cornilescu).

## Vida posterior
Arran de les fortes diferències doctrinals entre Cornilescu i altres teòlegs de l'època, i l'aparició de la Guàrdia de Ferro ultraortodoxa i feixista, el patriarca Miron Cristea va aconsellar a Cornilescu que abandonés Romania durant un període, cosa que va fer el 1923. Es va traslladar a Suïssa, establint-se breument a Montreux abans de traslladar-se a Anglaterra durant dos anys. Després, va tornar a Suïssa, on es va casar i va tenir un fill. Aleshores la guerra i la presa de possessió de Romania pels comunistes de la postguerra no li van donar cap incentiu per tornar. Va perdre la nacionalitat romanesa i es va convertir en suís. Del 1947 al 1953 el seu germà el prof. George Cornilescu va dirigir les oficines de la Societat Bíblica a Bucarest. El 8 de febrer de 1971, Dumitru Cornilescu va ser nomenat governador vitalici honorari de la British and Foreign Bible Society, en reconeixement de la traducció que havia fet per a la Bible Society. Va morir a Suïssa el 1975, va sobreviure la seva dona Anne i el seu fill, i va ser enterrat al cementiri de Clarens-Montreux, on també va ser enterrada la seva dona Anne el 2007.

### Llegat
Totes les cartes i correspondència de Cornilescu sobre el seu treball de traducció per a la Societat Bíblica es conserven als arxius de la BFBS de la Universitat de Cambridge. Avui dia, les seves Bíblies tenen drets d'autor de la Societat Bíblica Britànica i Estrangera, que opera a Romania a través de la Societat Bíblica Interconfessional de Romania. La Bíblia Cornilescu ha estat digitalitzada i corregida per la Societat Bíblica, i l'any 2014 va publicar una edició definitiva especial del 90è aniversari de la Bíblia Cornilescu. La història de Cornilescu, la Societat Bíblica i la seva traducció va ser publicada com a llibre per Emanuel Conțac el novembre de 2014. La Societat Bíblica està duent a terme una revisió moderna de la Bíblia Cornilescu. L'edició pilot del projecte de revisió, que conté Gènesi, Marc, Joan i Romans, es va publicar el novembre de 2016. La introducció de l'edició ofereix una explicació exhaustiva dels mètodes i criteris utilitzats pels traductors.